# Expert (koncern)
Expert International GmbH är en butikskedja inom hemelektronik med verksamhet i ett tjugotal länder och säte i Zug, Schweiz. Den grundades ursprungligen 1967 som ett gemensamt marknadsföringsprogram för europeiska hemelektronikkedjor under ledning av svensken Gunnar Nygren. Samarbetet hette ursprungligen Intercop, men fick 1971 namnet Expert. De säljer kameror, kamerafilm, TV, radio, mobiltelefoner, vitvaror, små-el, framkallar film och gör papperskopior. Expert International räknas som en av de största hemelektronikkedjorna i världen med över 8 300 butiker i Österrike, Belgien, Tjeckien, Finland, Tyskland, Grekland, Irland, Island, Italien, Nederländerna, Portugal, Spanien, Argentina, Australien, Brasilien, Kanada och USA.
Expert Sverige gick i konkurs den 18 september 2012.

## Expert i Norden
Den nordiska delen av Expertkedjan består av en nordisk koncern med totalt 1 000 butiker i Norge, Sverige, Danmark och Finland. Koncernen ägs av A. Wilhelmsen AS och Øivind Tidemansen och är den största hemelekronik-kedjan i Norden tillsammans med Elgiganten. Koncernmodern Expert ASA omsatte 9,8 miljarder norska kronor 2011.

## Expert Sverige
Den svenska butikskedjan startades i mitten av 1950-talet av några fotohandlare i Linköping som gick ihop för att tillsammans bygga fotolaboratoriet Linkopia. Under 1960-talet startade man också gemensamma inköp under namnet Samex som senare bytte namn till det nuvarande. På 1970-talet förde man samman Linkopia och Expert till ett företag, som snabbt spred sig internationellt. Expert Sverige blev uppköpt av A. Wilhelmsen AS (Expert ASA) den 1 januari 2006. 
I juli 2011 expanderade Expert i Sverige genom att köpa centrallagret i Linköping och 30 (av 67) butiker från konkurrenten Onoffs konkursbo. Från och med den 1 augusti 2011 blev dessa butiker en del av Expertkedjan. Expert räknade med detta övertagande att ha en marknadsandel i Sverige på cirka 12-13 procent. Den 18 september 2012 ansökte Expert själva om konkurs vid Linköpings tingsrätt efter att man inte längre klarar av att betala sina skulder.
Expert Sverige omsatte knappt 2,48 miljarder (2011) och Expert Stormarknad omsatte 1,15 miljarder (2011). 
Det svenska huvudkontoret ligger i Kista, Stockholm med systerkontor i Linköping och år 2011 fanns det 173 butiker i Sverige, varav 63 franchisetagare. I Expert Sverige ingår Expert Detaljist AB, Feukgruppen, Polexgruppen och Expert Stormarknad. År 2010 påbörjades byggnationen av ett nytt nordiskt centrallager i Skillingaryd, Vaggeryds kommun. Det nya lagret kommer att ha en yta på drygt 60.000 m² vilket motsvarar tio fotbollsplaner i storlek. Lagret driftsattes den 1 juni 2011.
Expert Sverige ansökte den 18 september 2012 om konkurs vid Linköpings tingsrätt, och tingsrätten beviljade konkursen samma dag. Ansökan omfattade de 73 av Expert Sverige AB egenägda butikerna som nu lades ner. De 63 franchisetagarna påverkades dock inte direkt av beslutet och släpptes fria att söka annan tillhörighet.

## Power
I februari 2017 meddelade norska Expert ASA att företaget hade för avsikt att återinträda på den svenska marknaden under namnet Power genom att köpa alla butiker tillhörande Media Markt, som då tänkte lämna den svenska marknaden under 2017. Affären blev dock inte av.
Senare under 2017 startade Expert e-handel i Sverige under namnet Power.
Affären med Media Markt blev av i februari 2023.